# Gäddtjärnen (Ludvika socken, Dalarna)
Gäddtjärnen är en sjö i Ludvika kommun i Dalarna och ingår i Norrströms huvudavrinningsområde.